# Cyclophoroidea
Cyclophoroidea es una superfamilia de caracoles terrestres con opérculo, son gasterópodos dentro del grupo informal Architaenioglossa, que pertenece al clado Caenogastropoda.
Estos gasterópodos terrestres han perdido la ctenidium (aparato respiratorio en forma de peine) y el osfradio y la cavidad paleal se ha modificado como un pulmón.

## Taxonomía
Según Taxonomy of the Gastropoda (Bouchet & Rocroi, 2005), esta superfamilia consiste en nueve familias: 
- Familia Aciculidae Gray, 1850
- Familia Craspedopomatidae Kobelt & Möllendorff, 1898
- Familia Cyclophoridae Gray, 1847
  - Subfamilia Cyclophorinae Gray, 1847
    - Tribu Caspicyclotini Wenz, 1938
    - Tribu Cyathopomatini Kobelt & Möllendorff, 1897
    - Tribu Cyclophorini Gray, 1847
    - Tribu Cyclotini Pfeiffer, 1853
    - Tribu Pterocyclini Kobelt & Möllendorff, 1897

  - Subfamilia Alycaeinae Blanfoird, 1864
  - Subfamilia Spirostomatinae Tielecke, 1940
- Familia Diplommatinidae Pfeiffer, 1857
  - Subfamilia Cochlostomatinae Kobelt, 1902
  - Subfamilia Diplommatininae Pfeiffer, 1857
- † Familia Ferussinidae Wenz, 1923 (1915)
- Familia Maizaniidae Tielecke, 1940
- Familia Megalomastomatidae Blanford, 1864
- Familia Neocyclotidae Kobelt & Möllendorff, 1897
  - Subfamilia Amphicyclotinae Kobelt & Möllendorff, 1897
  - Subfamilia Neocyclotinae Kobelt & Möllendorff, 1897
- Familia Pupinidae Pfeiffer, 1853
  - Subfamilia Liareinae Powell, 1946
  - Subfamilia Pupinellinae Kobelt, 1902
  - Subfamilia Pupininae Pfeiffer, 1853

## Literatura
- Nicole B. Webster, Tom J. M. Van Dooren & Menno Schilthuizen. Phylogenetic reconstruction and shell evolution of the Diplommatinidae (Gastropoda: Caenogastropoda). Molecular Phylogenetics and Evolution 63 (2012) 625–638 doi 10.1016/j.ympev.2012.02.004

- Wilhelm Wenz. Gastropoda. Parte I: Allgemeiner Teil und Prosobranchia. In: Handbuch der Paläozoologie 6, 948 p. Berlín, ed. Gebrüder Borntraeger, 1938 (p. 479)